# Будинок на колесах

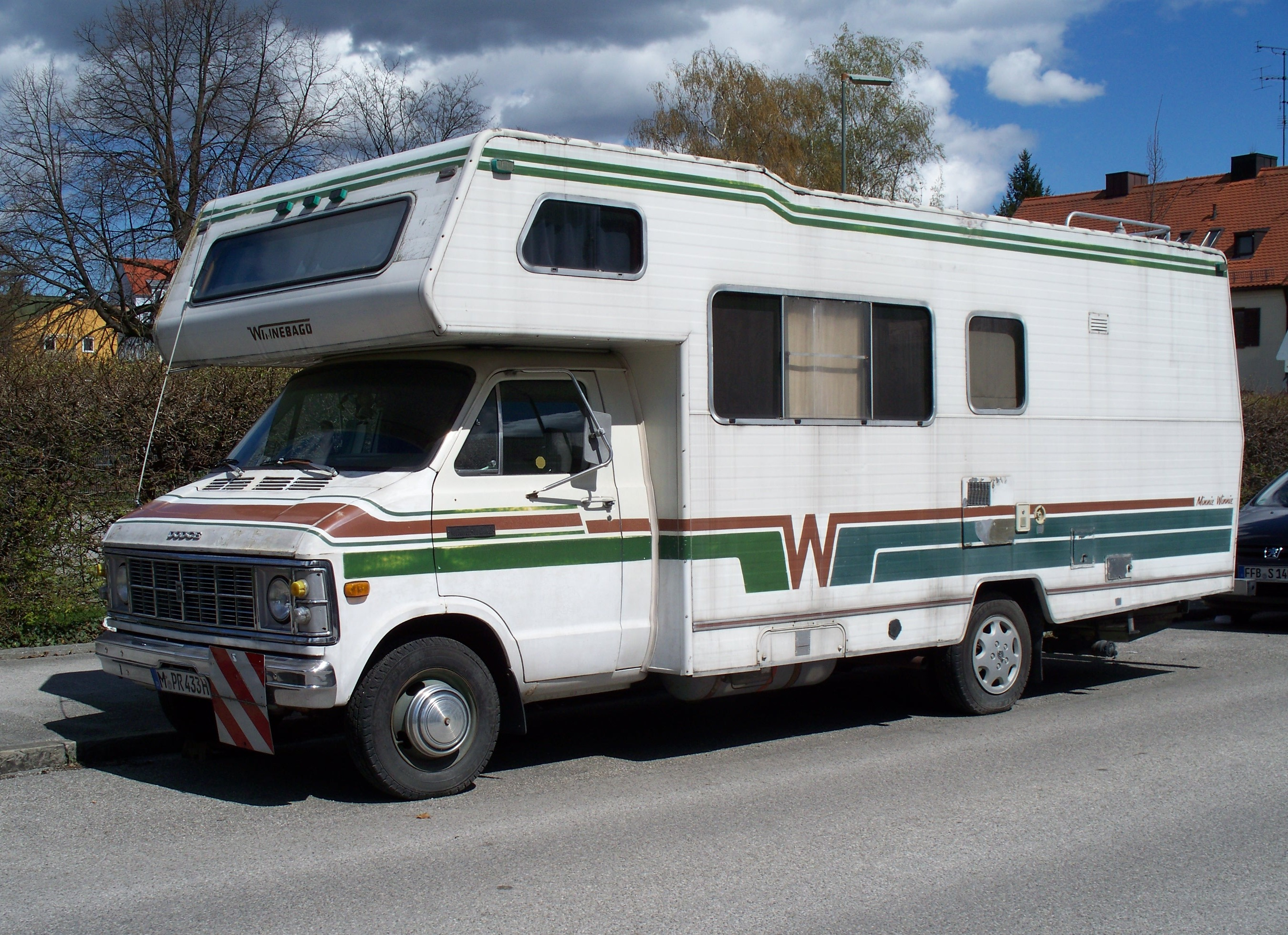
Рекреаційний автомобіль на базі автофургону США, класс-В

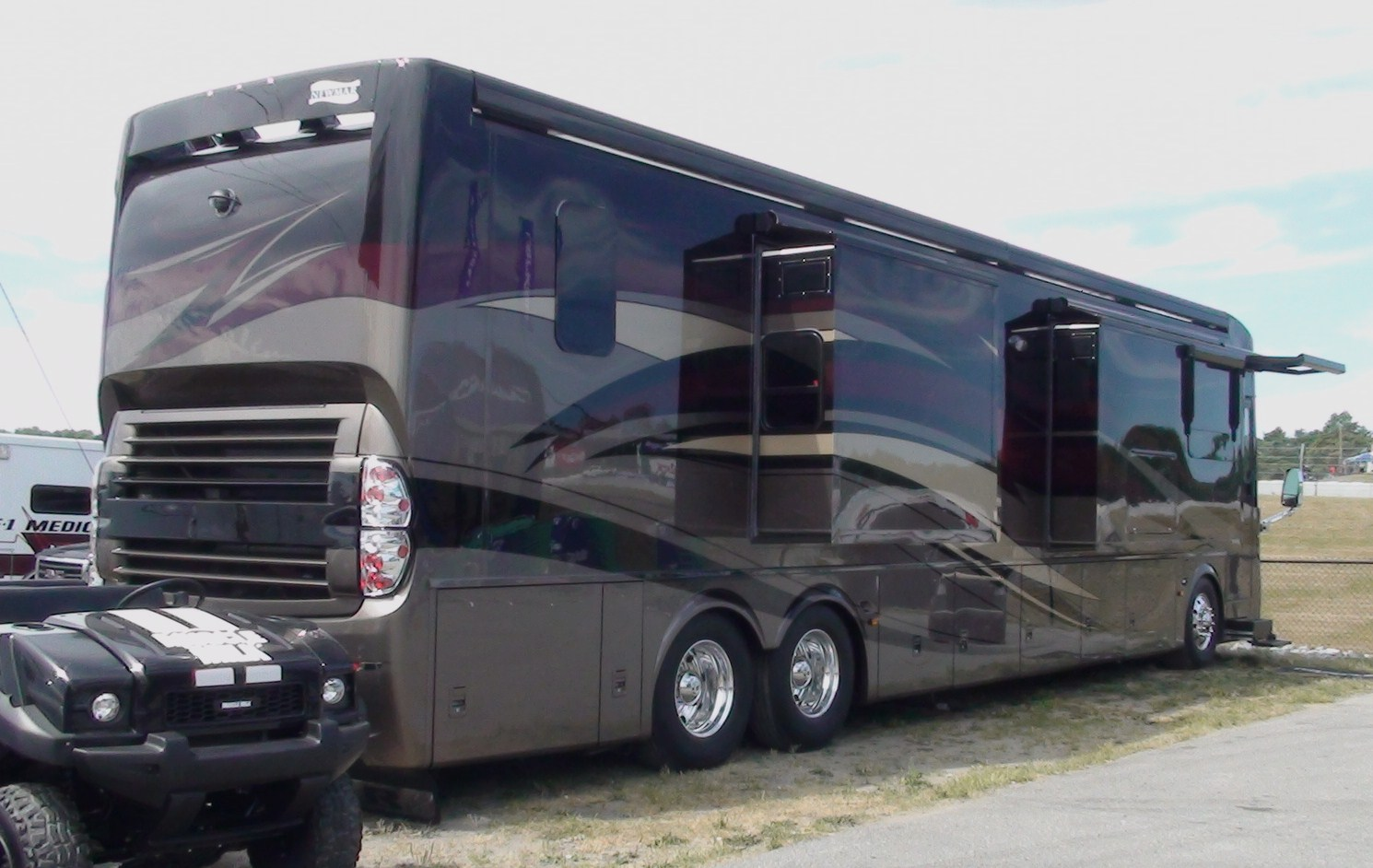
Американський мотор-хоум класу А

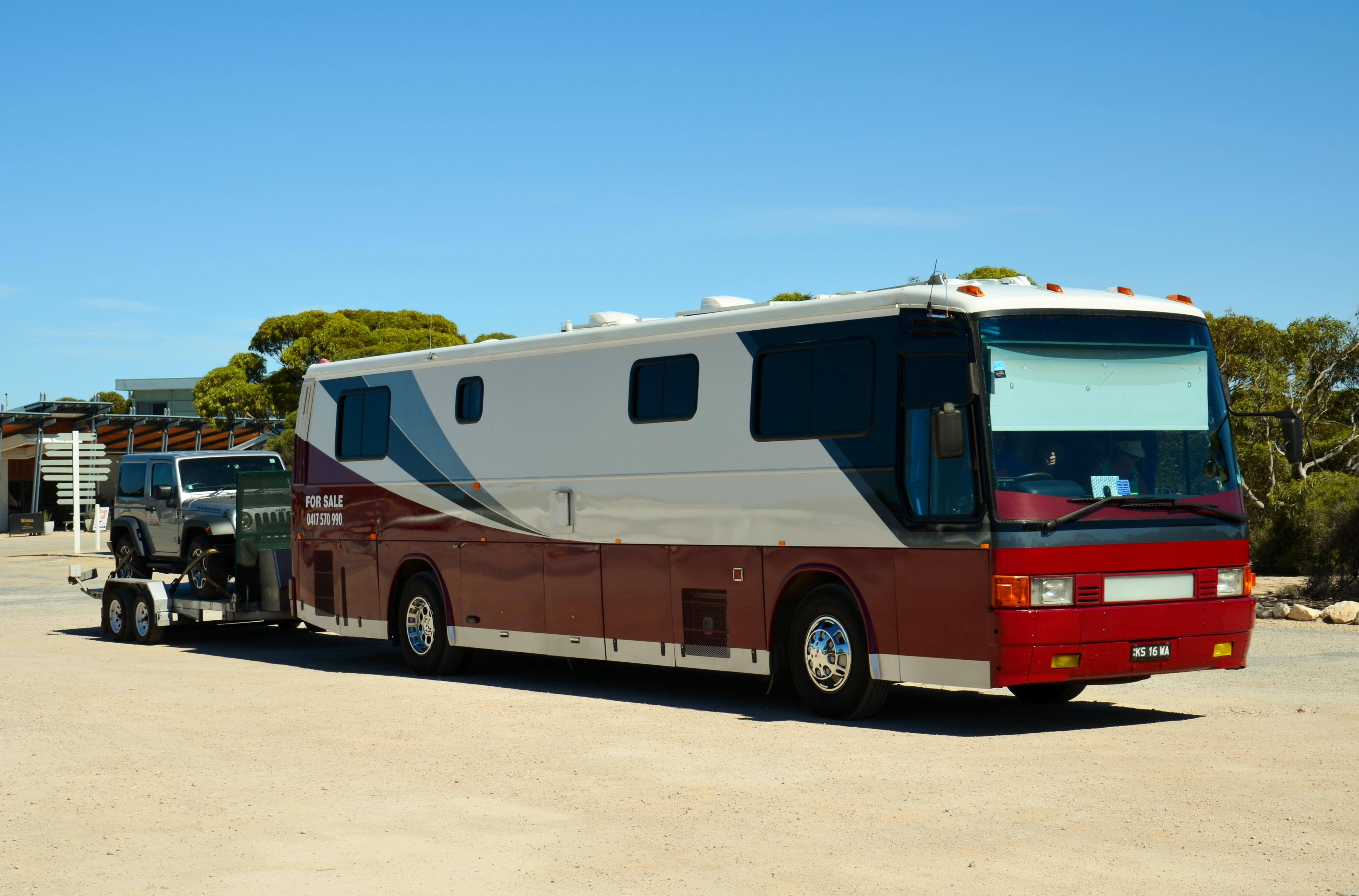
Австралійський мотор-хоум у комплекті з легковим авто

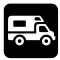
Картографічний символ US NPS у США, що визначає розташування кемпінгу для рекреаційних авто

Будинок на колесах, кемпер (англ. camper), RV(англ. Recreational Vehicle), або кемпінговий автомобіль — автономний, зінтегрований автомобіль, призначений для туризму, подорожей та відпочинку поодаль від основного помешкання, спеціально виготовлений або перероблений з автомобіля іншого типу — фургона, мікроавтобуса, позашляховика, легкового автомобіля чи вантажівки. Конструкція передбачає місце і засоби для зберігання речей і харчів, також може включати санітарну зону з раковиною, біотуалетом, душем тощо. Серед типів будинків на колесах виділяють мотобудинки, кемпервени, каравани (також відомі як житлові причепи або причіп-дача), трейлер «п'яте колесо», розкладальні кемпери, а також вантажний кемпер.

## Характеристики
Типово будинок на колесах має кухню, санітарний відділ, а також одне чи кілька спільних місць. Рівень обладнання будинку на колесах може починатися від мінімального: спальні місця та базові кухонні засоби та до люксового: квартирою на колесах з декількома кімнатами, повністю обладнаною кухнею, ванною-туалетом, електричними, електронними, візуально-акустичними приладами тощо.
Будинки на колесах можуть бути як причепами (трейлер), так і моторизованими транспортними засобами. Більшість "будинків" на колесах одноповерхові, також існують і двоповерхові версії. З метою зменшення об'єму транспортного засобу при пересуванні, більші будинки на колесах можуть мати розкладані сторони або ж тканинні додатки.